# Europa Cup (korfbal) 1982
De Europacup korfbal 1982 was de 16e editie van dit internationale korfbaltoernooi.
Het deelnemersveld bestond in deze editie uit vier teams, een team uit Nederland, België, Duitsland en het Verenigd Koninkrijk.
De toernooi-opzet was ten opzichte van voorgaande jaren iets veranderd. In plaats van een wedstrijddag, werd het toernooi verdeeld over twee dagen en speelde elke ploeg nu drie wedstrijden in plaats van een poulewedstrijd en een finale.

## Deelnemers
Poule
| Club         | Plaats         |
| ------------ | -------------- |
| DOS'46       | Nijeveen       |
| Vultrix      | ?              |
| Borgerhout   | Antwerpen      |
| Adler Rauxel | Castrop-Rauxel |

## Het Toernooi

### Wedstrijdschema
| Thuisploeg   |   | Uitploeg     | Uitslag |
| ------------ | - | ------------ | ------- |
| DOS'46       | - | Adler Rauxel | 10-1    |
| Borgerhout   | - | Vultrix      | 13-2    |
| DOS'46       | - | Vultrix      | 16-2    |
| Borgerhout   | - | Adler Rauxel | 9-4     |
| Adler Rauxel | - | Vultrix      | 13-4    |
| DOS'46       | - | Borgerhout   | 12-6    |

| Kampioen EuropaCup 1982 |
| ----------------------- |
| DOS'46 Eerste titel     |

## Eindklassement
| Positie | Club         |
| ------- | ------------ |
| Goud    | DOS'46       |
| Zilver  | Borgerhout   |
| Brons   | Adler Rauxel |
| 4       | Vultrix      |